# ويليام غريغوري
ويليام غريغوري (بالإنجليزية: William Gregory)‏ هو سياسي نيوزلندي، ولد في 1896 في مقاطعة ويكلاو في جمهورية أيرلندا، وتوفي في 23 أكتوبر 1970 في لور هوت في نيوزيلندا.